# Campeonato Capixaba
El Campeonato Capixaba es el campeonato de fútbol estadual del estado de Espírito Santo, en el Sudeste de Brasil, la competición es organizada por la  Federação de Futebol do Estado do Espírito Santo.
El campeón asegura un cupo en la Copa de Brasil, Copa Verde y en la Serie D del Campeonato Brasileño del año siguiente.

## Equipos participantes 2025
| Club                   | Ciudad                  | Temporada 2024 | Estadio                   | Capacidad |
| ---------------------- | ----------------------- | -------------- | ------------------------- | --------- |
| Capixaba               | Vila Velha              | 1.º Serie B    | Kleber Andrade            | 21.152    |
| Desportiva Ferroviária | Cariacica               | 6.º Serie A    | Engenheiro Araripe        | 7.700     |
| Jaguaré                | Jaguaré                 | 7.º Serie A    | Conilon                   | 6.000     |
| Nova Venécia           | Nova Venécia            | 8.º Serie A    | Arena do Leão             | 2.000     |
| Porto Vitória          | Vitória                 | 3.º Serie A    | Kléber Andrade            | 2.000     |
| Real Noroeste          | Águia Branca            | 5.º Serie A    | José Olímpio da Rocha     | 5.281     |
| Rio Branco             | Vitória                 | 1.º Serie A    | Kléber Andrade            | 21.000    |
| Rio Branco-VN          | Venda Nova do Imigrante | 2.º Serie A    | Olímpio Perim             | 2.100     |
| Vilavelhense           | Vila Velha              | 2.º Serie B    | Manoel Araújo de Oliveira | 1.000     |
| Vitória                | Vitória                 | 4.º Serie A    | Salvador Costa            | 3.000     |

## Campeones
| Temporada | Campeón                | Subcampeón             |
| --------- | ---------------------- | ---------------------- |
| 1917      | América                | Rio Branco             |
| 1918      | Rio Branco             | América                |
| 1919      | Rio Branco             | Vitória                |
| 1920      | Vitória                |                        |
| 1921      | Rio Branco             | Vitória                |
| 1922      | América                |                        |
| 1923      | América                |                        |
| 1924      | Rio Branco             | Vitória                |
| 1925      | América                |                        |
| 1926      | Floriano               |                        |
| 1927      | América                |                        |
| 1928      | América                |                        |
| 1929      | Rio Branco             |                        |
| 1930      | Rio Branco             | Cachoeiro              |
| 1931      | Santo Antônio          |                        |
| 1932      | Vitória                | Viminas                |
| 1933      | Vitória                |                        |
| 1934      | Rio Branco             |                        |
| 1935      | Rio Branco             |                        |
| 1936      | Rio Branco             | Comercial-ES           |
| 1937      | Rio Branco             |                        |
| 1938      | Rio Branco             |                        |
| 1939      | Rio Branco             | Americano              |
| 1940      | Americano              | Rio Branco             |
| 1941      | Rio Branco             |                        |
| 1942      | Rio Branco             | Vitória                |
| 1943      | Vitória                | Caxias                 |
| 1944      | Caxias                 | Cachoeiro              |
| 1945      | Rio Branco             | Caxias                 |
| 1946      | Rio Branco             | Vitória                |
| 1947      | Rio Branco             | Santo Antônio          |
| 1948      | Cachoeiro              | Vale do Rio Doce       |
| 1949      | Rio Branco             | Comercial de Castelo   |
| 1950      | Vitória                | Cachoeiro              |
| 1951      | Rio Branco             | Ordem e Progresso      |
| 1952      | Vitória                | Ordem e Progresso      |
| 1953      | Santo Antônio          | Ordem e Progresso      |
| 1954      | Santo Antônio          | Estrela do Norte       |
| 1955      | Santo Antônio          | Caxias                 |
| 1956      | Vitória                | Santo Antônio          |
| 1957      | Rio Branco             | Vale do Rio Doce       |
| 1958      | Rio Branco             | Ferroviário            |
| 1959      | Rio Branco             | Vale do Rio Doce       |
| 1960      | Santo Antônio          | Rio Branco             |
| 1961      | Santo Antônio          | União Colatinense      |
| 1962      | Rio Branco             | União Colatinense      |
| 1963      | Rio Branco             | Santos                 |
| 1964      | Desportiva Ferroviária | Rio Branco             |
| 1965      | Desportiva Ferroviária | Rio Branco             |
| 1966      | Rio Branco             | Vitória                |
| 1967      | Desportiva Ferroviária | Rio Branco             |
| 1968      | Rio Branco             | Desportiva Ferroviária |
| 1969      | Rio Branco             | Desportiva Ferroviária |
| 1970      | Rio Branco             | Desportiva Ferroviária |
| 1971      | Rio Branco             | Desportiva Ferroviária |
| 1972      | Desportiva Ferroviária | Rio Branco             |
| 1973      | Rio Branco             | Desportiva Ferroviária |
| 1974      | Desportiva Ferroviária | Rio Branco             |
| 1975      | Rio Branco             | Desportiva Ferroviária |
| 1976      | Vitória                | Rio Branco             |
| 1977      | Desportiva Ferroviária | Rio Branco             |
| 1978      | Rio Branco             | Desportiva Ferroviária |
| 1979      | Desportiva Ferroviária | Vitória                |
| 1980      | Desportiva Ferroviária | Vitória                |
| 1981      | Desportiva Ferroviária | AA Colatina            |
| 1982      | Rio Branco             | Guarapari              |
| 1983      | Rio Branco             | Desportiva Ferroviária |
| 1984      | Desportiva Ferroviária | Vitória                |
| 1985      | Rio Branco             | Desportiva Ferroviária |
| 1986      | Desportiva Ferroviária | Guarapari              |
| 1987      | Guarapari              | Estrela do Norte       |
| 1988      | Ibiraçu                | Rio Branco             |
| 1989      | Desportiva Ferroviária | AA Colatina            |
| 1990      | AA Colatina            | Guarapari              |
| 1991      | Muniz Freire           | Desportiva Ferroviária |
| 1992      | Desportiva Ferroviária | Comercial              |
| 1993      | Linhares EC            | Aracruz                |
| 1994      | Desportiva Ferroviária | São Mateus             |
| 1995      | Linhares EC            | Rio Branco-VN          |
| 1996      | Desportiva Ferroviária | Linhares EC            |
| 1997      | Linhares EC            | São Mateus             |
| 1998      | Linhares EC            | São Mateus             |
| 1999      | Serra                  | São Mateus             |
| 2000      | Desportiva Ferroviária | Serra                  |
| 2001      | Alegrense              | Estrela do Norte       |
| 2002      | Alegrense              | Rio Branco             |
| 2003      | Serra                  | CTE Colatina           |
| 2004      | Serra                  | Estrela do Norte       |
| 2005      | Serra                  | Estrela do Norte       |
| 2006      | Vitória                | Estrela do Norte       |
| 2007      | Linhares FC            | Jaguaré                |
| 2008      | Serra                  | Rio Bananal            |
| 2009      | São Mateus             | Rio Branco             |
| 2010      | Rio Branco             | Vitória                |
| 2011      | São Mateus             | Linhares FC            |
| 2012      | Aracruz                | Botafogo de Jaguaré    |
| 2013      | Desportiva Ferroviária | Aracruz                |
| 2014      | Estrela do Norte       | Linhares FC            |
| 2015      | Rio Branco             | Desportiva Ferroviária |
| 2016      | Desportiva Ferroviária | Espírito Santo         |
| 2017      | Atlético Itapemirim    | Doze                   |
| 2018      | Serra                  | Real Noroeste          |
| 2019      | Vitória                | Real Noroeste          |
| 2020      | Rio Branco-VN          | Rio Branco             |
| 2021      | Real Noroeste          | Rio Branco-VN          |
| 2022      | Real Noroeste          | Vitória                |
| 2023      | Real Noroeste          | Nova Venécia           |
| 2024      | Rio Branco             | Rio Branco-VN          |
| 2025      | Rio Branco             | Porto Vitória          |

## Títulos por club
| Club                | Ciudad                  | Campeón | Años campeón |
| ------------------- | ----------------------- | ------- | --- |
| Rio Branco          | Cariacica-Vitória       | 39      | 1918, 1919, 1921, 1924, 1929, 1930, 1934, 1935, 1936, 1937, 1938, 1939, 1941, 1942, 1945, 1946, 1947, 1949, 1951, 1957, 1958, 1959, 1962, 1963, 1966, 1968, 1969, 1970, 1971, 1973, 1975, 1978, 1982, 1983, 1985, 2010, 2015, 2024, 2025 |
| Desportiva          | Cariacica-Vitória       | 18      | 1964, 1965, 1967, 1972, 1974, 1977, 1979, 1980, 1981, 1984, 1986, 1989, 1992, 1994, 1996, 2000, 2013, 2016 |
| Vitória             | Vitória                 | 10      | 1920, 1932, 1933, 1943, 1950, 1952, 1956, 1976, 2006, 2019 |
| América             | Vitória                 | 6       | 1917, 1922, 1923, 1925, 1927, 1928 |
| Santo Antônio       | Vitória                 | 6       | 1931, 1953, 1954, 1955, 1960, 1961 |
| Serra               | Serra                   | 6       | 1999, 2003, 2004, 2005, 2008, 2018 |
| Linhares EC         | Linhares                | 4       | 1993, 1995, 1997, 1998 |
| Real Noroeste       | Águia Branca            | 3       | 2021, 2022, 2023 |
| Alegrense           | Alegre                  | 2       | 2001, 2002 |
| São Mateus          | São Mateus              | 2       | 2009, 2011 |
| Floriano            | Vitória                 | 1       | 1926 |
| Americano           | Vitória                 | 1       | 1940 |
| Caxias              | Vitória                 | 1       | 1944 |
| Cachoeiro           | Cachoeiro de Itapemirim | 1       | 1948 |
| Guarapari           | Guarapari               | 1       | 1987 |
| Ibiraçu             | Ibiraçu                 | 1       | 1988 |
| Colatina            | Colatina                | 1       | 1990 |
| Muniz Freire        | Muniz Freire            | 1       | 1991 |
| Linhares FC         | Linhares                | 1       | 2007 |
| Aracruz             | Aracruz                 | 1       | 2012 |
| Estrela do Norte    | Cachoeiro de Itapemirim | 1       | 2014 |
| Atlético Itapemirim | Itapemiri               | 1       | 2017 |
| Rio Branco-VN       | Venda Nova do Imigrante | 1       | 2020 |